# C’è sempre un motivo
C’è sempre un motivo (с итал. — «Всегда есть причина») — студийный альбом итальянского певца и киноактёра Адриано Челентано, выпущенный 12 ноября 2004 года лейблом Epic Records. Повторный релиз альбома состоялся 14 октября 2005 года. Пять композиций были выпущены отдельно в качестве цифровых синглов — «C’è sempre un motivo», «Marì Marì», «Ancora vivo», «Valeva la pena» и «L’indiano».
Данный альбом — четвёртая по счёту совместная работа Челентано с композитором Джанни Белла и поэтом-песенником Джулио Моголом. Они являются авторами шести песен альбома. Также, над созданием альбома работали такие музыканты, как гитарист Майкл Ландау и аккордеонист Ришар Гальяно.

## Музыка и стиль песен
Музыка диска представляет собой сочетание таких жанров, как поп-рок, аргентинское танго, морна и свинг. Присутствует в альбоме и электронная музыка: «Я остаюсь экспериментатором. По своей природе я всегда в поисках того, чего ещё нет. Во всех областях. Но, что касается музыкальной сферы, не хочу говорить, что естественные звуки, не электронные, являются превосходящими. У каждой песни. Электронная музыка, как бы то ни было, притягательна, и ошибочно её демонизировать», — сказал Челентано в одном из своих интервью.
В данном альбоме Челентано исполнил песни на нескольких языках — на итальянском, кабувердьяну и лунфардо. Кроме того, в записи данного альбома впервые за долгие годы не принимали участие традиционные бэк-вокалистки Челентано — в качестве бэк-вокала в пяти композициях певец использовал собственный голос.
Диск включает неопубликованную ранее песню «Lunfardia» известного итальянского барда Фабрицио де Андре, написанную незадолго до его смерти. По словам Челентано, песня была записана с одного дубля. Также в альбом вошёл ремейк известной композиции «Il ragazzo della via Gluck», исполненный вместе с известной певицей Сезарией Эворой в музыкальных ритмах Кабо-Верде — в альбоме он назван «Quel casinha» (с kea — «Маленький домик»), а оригинальный текст заменён на новый, написанный на креольском языке. В своём интервью журналу Sorrisi от 11 ноября 2004 года Челентано прокомментировал этот необычный дуэт так:

Я всегда слушал и люблю музыку Сезарии Эвора, которая хранит дух её культуры. Однажды я попросил Клаудию разыскать её, чтобы предложить спеть вместе. Но я плохо себе представлял, о чём её попросить. Во время беседы я сказал, что мне было бы приятно спеть вместе с ней. Или одну из её замечательных вещей, или «Парня с улицы Глюк», аранжированного и с текстом, переложенным её группой. Она захотела послушать песню. Ей очень понравилось, и она одобрила эту последнюю идею.— А. Челентано
Титульную песню «C’è sempre un motivo» написал композитор Карло Маццони, с которым Челентано уже сотрудничал при записи своих предыдущих альбомов. Она же стала и первым синглом с альбома: «Я выбрал эту композицию как сингл именно из-за её нетипичности. Это странная песня, без формы изложения. Уверен, что в этом заключается бо́льшая часть её силы. А также моей», — заявил Челентано в своём интервью. Дата выхода первого сингла совпала с датой выхода альбома — 12 ноября 2004 года. Режиссёром мультипликационного клипа на данную песню является художник Танино Либераторе. Диск также содержит кавер на песню «Bensonhurst Blues» Арти Каплана из фильма «За шкуру полицейского» — в альбоме Челентано композиция называется «Vengo dal jazz» и исполняется на итальянском языке.

Челентано и Сезария Эвора

## Комплектация и оформление
Диск состоит из одиннадцати новых композиций. Альбом был выпущен в следующих вариантах: самостоятельный CD, издание CD+DVD-Video, диджипак+DVD, а также LP и Super Audio CD. DVD-диск, издававшийся вместе с альбомом, содержал фотографии, тексты песен и несколько музыкальных клипов на песни из предыдущих альбомов.
14 октября 2005 года вышла новая версия альбома, отличающаяся от предыдущей наличием дополнительной песни «L’indiano», написанной итальянским композитором Паоло Конте. Переиздание коснулось версии CD и издания CD+DVD-Video — в версию DVD-диска 2005 года были включены три клипа на песни из нового альбома — «C’è sempre un motivo», «Lunfardia» и «Quel casinha». Последний был снят на территории бывшего литейного завода «Falck» в Сесто-Сан-Джованни.
C’è sempre un motivo стал первым альбомом в Италии, выпущенным в формате DualDisc. Обложкой альбома послужила фотография с изображением Челентано в белой панаме, стоящим на фоне каменной стены.

## Телевидение

Адриано Челентано в шоу Rockpolitik (2005 г.)

В поддержку данного альбома в октябре 2005 года стартовало шоу Rockpolitik, в котором Челентано выступил как ведущий. Все выпуски программы открывались под аккомпанемент электрической гитары, что символизировало идеологическую концепцию передачи — «деление мира» на «рок и ленто» (итал. rock e lento). Ведущий программы вместе со своими гостями обсуждал, иногда в сатирическом ключе, общественные и политические вопросы и выступал с критикой правительства.
Зрители в студии размещались на ярусных трибунах, окружённых огромными декорациями, изображающими город в американском стиле, с огромным мостом и силуэтами небоскрёбов. Также в студии были размещены два огромных светодиодных экрана: один из них располагался вдоль сцены со студийным оркестром, а второй использовался в качестве эффектного задника для сцены, на которой выступали артисты — гости шоу.
Первый выпуск программы вышел 20 октября 2005 года и сразу же вызвал широкий общественный резонанс. Причиной тому послужил ряд резких высказываний Челентано в адрес итальянского правительства и, в частности, Сильвио Берлускони, действующего на тот момент премьер-министра Италии. Не последнюю роль в этом конфликте сыграл и неоднозначный номер с «письмом премьер-министру», в котором Челентано назвал его «Коррупцьони». Берлускони в свою очередь так отозвался о передаче: «Программа Челентано — лишь последний эпизод той атаки, которую СМИ ведут с 2001 года на правительство и его председателя».
Программа побила все рекорды по телевизионным рейтингам — премьерный выпуск посмотрело более одиннадцати миллионов телезрителей. Несмотря на это, после выхода четырёх частей шоу прекратило своё существование, хотя каждый из выпусков в среднем собрал 48 % аудитории. 20 ноября 2006 года вышла одноимённая книга, посвящённая этой программе.

## Коммерческий успех и реакция критики
| Оценки критиков | Оценки критиков |
| Источник        | Оценка          |
| --------------- | --------------- |
| RS Russia       | [ 20 ]          |
| Music.com.ua    | [ 21 ]          |
| Fuzz            | положительная   |
| Freequency      | [ 22 ]          |

 Amazon

 Rate Your Music

 1000plastinok.net

 Guitar Tabs Explorer.com
В целом альбом получил положительные оценки. В Италии было продано 700 000 экземпляров диска, что является очень высоким показателем. В основном, критики высоко оценили качество аранжировок, разнообразие музыкальных стилей и вокал Челентано. Музыкальный критик Андрей Бухарин в своей статье для журнала Rolling Stone Russia назвал альбом шедевром и отметил, что диск получился не менее успешным, чем Io non so parlar d’amore (1999 г.) и Esco di rado e parlo ancora meno (2000 г.): «С Адриано Челентано происходит что-то невероятное. Каждые пару лет перед новогодними праздниками Челентано бесперебойно выпускает очередной шедевр. Диск C’è sempre un motivo, как и предыдущие, с неизбежностью становится лидером продаж на нашем рынке. По форме — это всё тот же поп-рок в его особенной итальянской модификации, прекрасно аранжированный и записанный, но довольно далёкий от англо-американских клише. Но в данном случае форма значения не имеет. Главное здесь — песня как таковая, дефицит которой в современной поп-музыке столь очевиден».
Критик Лука Трамбусти (итал. Luca Trambusti) подчеркнул, что альбом получился успешным не только благодаря таланту Челентано, но и музыкантам, участвовавшим в записи — гитаристу Майклу Ландау и аккордеонисту Ришару Гальяно. Обозреватель журнала Fuzz Алексей Худяков оценил вокал исполнителя, а также неожиданный набор композиций: 

Голос Челентано не идёт ни в какое сравнение со слащавостью прочих итальянских певцов, он исполнен горделивого чувства собственного достоинства человека, нашедшего своё место в жизни. «Ancora vivo», «Marì Marì», «C’è sempre un motivo» и занятная «Valeva la pena», в которую контрапунктом вплетён «Полёт шмеля», — с первого же трека хит следует за хитом. Из необязательных, но приятных сюрпризов в альбоме присутствуют новая версия автобиографического творения «Il ragazzo della via Gluck», спетого вместе с Сезарией Эворой, и итальянская версия «Bensonhurst Blues».— А. Худяков

## Список композиций
| №   | Название                                                      | Текст песни       | Музыка                                         | Длительность |
| --- | ------------------------------------------------------------- | ----------------- | ---------------------------------------------- | ------------ |
| 1.  | «Ancora vivo» (Ещё живу)                                      | Могол             | Джанни Белла                                   | 4:32         |
| 2.  | «Marì Marì» (Мари Мари)                                       | Могол             | Джанни Белла                                   | 4:15         |
| 3.  | «C’è sempre un motivo» (Всегда есть причина)                  | Карло Маццони     | Карло Маццони                                  | 5:27         |
| 4.  | «Valeva la pena» (Трудно отказаться)                          | Кеопе             | Даниель Вулетич                                | 4:10         |
| 5.  | «Lunfardia» (Злодейка)                                        | Фабрицио Де Андре | Роберто Ферри                                  | 5:03         |
| 6.  | «Verità da marciapiede» (Тротуарная правда)                   | Могол             | Джанни Белла                                   | 4:33         |
| 7.  | «Quel casinha» (Маленький домик)                              | Теофило Чантре    | Детто Мариано, Лучано Беретта, Мики Дель Прете | 4:28         |
| 8.  | «L’ultima donna che amo» (Последняя женщина, которую я люблю) | Могол             | Джанни Белла                                   | 3:50         |
| 9.  | «In quale vita?» (В которой жизни?)                           | Могол             | Джанни Белла, Адриано Челентано                | 4:48         |
| 10. | «Proibito» (Запрещено)                                        | Могол             | Джанни Белла                                   | 4:07         |
| 11. | «Vengo dal jazz (Bensonhurst Blues)» (Я перешёл на джаз)      | Адриано Челентано | Арти Каплан, Лоуренс Корнфелд                  | 3:56         |

## Список синглов
| №  | Название                                   | Автор(ы)                  | Длительность |
| -- | ------------------------------------------ | ------------------------- | ------------ |
| 1. | «C’è sempre un motivo» (12 ноября 2004 г.) | Карло Маццони             | 5:27         |
| 2. | «Marì Marì» (2004 г.)                      | Джанни Белла, Могол       | 4:15         |
| 3. | «Ancora vivo» (2005 г.)                    | Джанни Белла, Могол       | 4:32         |
| 4. | «Valeva la pena» (2005 г.)                 | Кеопе, Даниель Вулетич    | 4:10         |
| 5. | «L’indiano» (2005 г.)                      | Паоло Конте, Джанни Белла | 3:54         |

## DVD
Версия 2004 года.
| №  | Название                                   | Длительность |
| -- | ------------------------------------------ | ------------ |
| 1. | «Il conformista» (live, 1999 г.)           | 4:19         |
| 2. | «L’arcobaleno» (1999 г.)                   | 3:23         |
| 3. | «Quello che non ti ho detto mai» (2000 г.) | 4:29         |
| 4. | «Per sempre» (2002 г.)                     | 5:09         |

Версия 2005 года.
| №  | Название                         | Длительность |
| -- | -------------------------------- | ------------ |
| 1. | «C’è sempre un motivo» (2004 г.) | 5:33         |
| 2. | «Lunfardia» (2004 г.)            | 5:08         |
| 3. | «Quel casinha» (2004 г.)         | 6:42         |

## Участники записи
В создании альбома принимали участие:

### Музыканты
| - Адриано Челентано — вокал (дорожки 1—11), бэк-вокал (дорожки 1, 3, 4, 6, 9); - Челсо Валли (итал. Celso Valli) — аранжировки (дорожки 1, 2, 4—6, 8); - Микеле Канова (итал. Michele Canova Iorfida) — аранжировки (дорожки 3, 9, 11); - Фио Занотти (итал. Fio Zanotti) — аранжировка (дорожка 10); - Ришар Гальяно — аккордеон (дорожка 5); - Майкл Ландау (англ. Michael Landau) — гитара; | - Чезаре Киодо (итал. Cesare Chiodo) — бас-гитара; - Пино Сарачини (итал. Pino Saracini) — бас-гитара; - Ленни Кастро (итал. Lenny Castro) — перкуссия; - Леонардо Ди Ангилла (итал. Leonardo Di Angilla) — перкуссия; - Франко Д’Андреа (итал. Franco D'Andrea) — фортепиано (дорожка 10); - Гевин Райт (англ. Gavyn Wright) — первая скрипка. |

### Технический персонал
- Пино Пискетола (итал. Pino Pischetola) — сведение;
- Эндрю Дадман (англ. Andrew Dudman) — звукозапись;
- Джованни Версари (итал. Giovanni Versari) — издание.

## Чарты
| Страна    | Позиция |
| --------- | ------- |
| Италия    | 2       |
| Швейцария | 20      |

### Комментарии
1. ↑  В титульной композиции, «C’è sempre un motivo», в качестве бэк-вокалиста принял участие композитор этой песни, Карло Маццони[5].
2. ↑  Челентано записал эту композицию для альбома по предложению певицы Дори Гецци.
3. ↑  Переизданная версия альбома 2005 года — из двенадцати.
4. ↑  В начале клипа «Quel casinha» показан фрагмент выступления Челентано с песней «Il ragazzo della via Gluck», записанный во время его концертного турне 1994 года.
5. ↑  Список участников записи альбома приведён в соответствии с данными, опубликованными на официальном сайте альбома.